# Xenoblade Chronicles 2
Xenoblade Chronicles 2, conocido como Xenoblade 2 en Japón, es un videojuego de rol que ha sido desarrollado por Monolith Soft y publicado por Nintendo para la consola de videojuegos Nintendo Switch. Es parte de la serie Xeno, específicamente como una secuela del primer Xenoblade Chronicles, y fue lanzado mundialmente el 1 de diciembre de 2017.
Los planes para el juego comenzaron poco antes del lanzamiento de Xenoblade Chronicles X en 2014. Los desarrolladores clave de juegos anteriores regresaron, incluido el creador de la franquicia Tetsuya Takahashi y los directores Koh Kojima y Genki Yokota. El equipo quería desarrollar un juego basado en una historia al estilo del Xenoblade Chronicles original. El juego se anunció en 2017 con una fecha de lanzamiento mundial prevista para el mismo año. Al igual que con Xenoblade Chronicles, el juego fue localizado por Nintendo of Europe.
En el juego, Xenoblade Chronicles 2 es similar a las entradas anteriores, pero con una mecánica de invocación adicional. Cuenta con un escenario y personajes diferentes a los del primer Xenoblade Chronicles, y marca el regreso de la serie a estar basada en la historia, a diferencia de la entrega anterior Xenoblade Chronicles X, que se centró en el juego y la exploración de mundo abierto. Xenoblade Chronicles 2 tiene lugar en Alrest, un mundo cubierto por un mar de nubes. Los humanos viven encima y dentro de grandes criaturas vivientes conocidas como Titanes. Algunas personas conocidas como pilotos pueden despertar a seres poderosos conocidos como Blades de los cristales primordiales. Después de ser contratado para una misión de rescate, un joven buceador llamado Rex entra en contacto con una legendaria Blade llamada Pyra, convirtiéndose indirectamente en su Piloto, y promete llevarla a un legendario paraíso llamado Elíseo. A lo largo de su viaje, Rex y su grupo son perseguidos por Torna, una organización dispuesta a tomar el poder de Pyra por sus propios medios.
El juego recibió críticas generalmente positivas, con elogios dirigidos a su historia, combate, música, entornos y cantidad de contenido. Con más de 2 millones de copias vendidas en noviembre de 2020, es el título más vendido de la serie Xeno y el juego con más éxito comercial de Monolith Soft. El contenido descargable se lanzó a lo largo de 2018 y una expansión centrada en la historia se lanzó en septiembre de ese año. Esta historia paralela, Torna - The Golden Country, se desarrolla 500 años antes del juego principal y presenta nuevas mecánicas de juego.

## Jugabilidad
Xenoblade Chronicles 2 es un juego de rol de acción, el tercer título de la serie Xenoblade. Al igual que en los juegos anteriores, el jugador controla a un personaje principal de un grupo de tres. El juego emplea un diseño de mundo abierto, con un ciclo de día y noche que a menudo afecta los eventos del juego, incluidas las misiones, la fuerza del enemigo y la disponibilidad de elementos. A diferencia de los dos títulos anteriores que consistían en un mundo abierto cohesivo a través del cual el jugador podía viajar sin interrupciones, el juego se desarrolla en varias tierras, entre las cuales el jugador viaja a través de una opción de viaje rápido. 
A diferencia de los títulos anteriores, los personajes del grupo también cuentan con miembros adicionales conocidos como Blades. Cada personaje solo puede tener tres Blades a la vez, lo que determina la clase del personaje, entre atacante, sanador o tanque. Los Blades del juego poseen ocho elementos: fuego, agua, viento, hielo, electricidad, tierra, luz y oscuridad. Hay un total de 40 Blades "raros" distintivamente únicos para recolectar a lo largo del juego base, con 11 adicionales que se pueden obtener a través de contenido descargable o New Game Plus en parches posteriores. La mayoría de los Blades del juego no forman parte de la historia principal y pueden asignarse a cualquier Driver; entre ellos se encuentra KOS-MOS de la subserie Xeno Xenosaga.

### Sistema de batalla
Xenoblade Chronicles 2 tiene un sistema de batalla basado en acciones, donde el jugador mueve manualmente al personaje principal actual en tiempo real, y los miembros del grupo "autoatacan" cuando los enemigos ingresan a su radio de ataque. Cada personaje tiene habilidades llamadas "Artes", que pueden usarse para infligir efectos de estado. Tanto los miembros del grupo como los enemigos tienen una cantidad finita de puntos de vida y los ataques reducen este valor. El combate se gana cuando todos los enemigos pierden su HP, pero el juego se pierde si el personaje del jugador pierde todo su HP y no tiene forma de ser revivido. El jugador puede restaurar la salud mediante el uso de artes curativas en la batalla, o el jugador puede permitir que el HP de los personajes se regenere automáticamente fuera de la batalla. Al ganar batallas, el jugador obtiene puntos de experiencia, lo que permite que los personajes se fortalezcan al subir de nivel y aprender nuevas artes. Usar artes repetidamente permite el uso de movimientos especiales. Hacer estos movimientos especiales en el orden correcto crea un combo de Blade, que causa grandes cantidades de daño y sella una forma de daño contra el enemigo.
Una "barra de grupo" se llena lentamente a medida que los miembros del grupo golpean con éxito a los jugadores enemigos, y llenar la barra permite al jugador encadenar varios ataques juntos, para un daño adicional. El uso de la barra de grupo al completo permite al jugador usar todos los blades para realizar un ataque en cadena, que causa un daño adicional ya que destruye los orbes creados previamente. El indicador de tres niveles se agota gradualmente fuera de la batalla, y se necesita un nivel para revivir a los personajes. Cuando los tres niveles están llenos, el grupo puede ejecutar un ataque en cadena. Todos los miembros del equipo también tienen un "indicador de rabia"; cuantas más acciones realiza un personaje, más aumenta. El aumento de rabia lleva a los enemigos a atacar a ese personaje respectivo, lo que lleva a un aspecto estratégico de atraer y desviar la atención de los enemigos.

## Personajes

### Protagonistas
- Rex: Es un joven buceador, el cual vive en la espalda de un titán llamado Azurda (al cual llama Abu). Un día es llamado a una misión en donde termina volviéndose el piloto de Pyra.

- Pyra: Es una Blade conocida como la Égida y el objetivo principal de Torna, ella usa el poder del fuego.

- Mythra: Es la otra mitad de la Égida y contraparte de Pyra en cuanto a personalidad. Usa el poder de la luz.

- Azurda: Es un titán centenario, tiene un aspecto similar al de un dragón mitológico que al morir después de encontrar a la Égida,se transforma en una especie de ratón con alas que vive en el casco de Rex.

- Nia: Es una joven gormota de la misma edad de Rex y ex-miembra de Torna. Es acompañada por su Blade Dromarch.

- Dromarch: Es el Blade de Nia, el cual tiende a actuar como un mayordomo llamando a esta ¨Mi señora¨. Se caracteriza por su apariencia similar a un tigre o león blanco. Su elemento es el agua.

- Tora: Es un Nopon con un gran amor por la mecánica, siendo este su mayor pasatiempo. Debido a su incapacidad para manipular Blades, decidió crear la suya llamándola Poppi.

- Poppi: Es la Blade (artificial) de Tora, creada por él mismo. Debido a esto, no posee un elemento fijo a diferencia de las demás, pudiendo cambiarlo constantemente. Resultando esto último de gran ventaja.

- Morag: Es una mujer joven conocida como la Inquisidora de Mor Ardain. Al comienzo del juego aparece como una antagonista, aunque después de comprender los motivos de Rex y los demás termina formando parte del equipo.

- Brighid: Es la Blade de Morag, también conocida como la Blade más poderosa de su imperio. Una de sus características más llamativas son sus ojos, los cuales parece que siempre estuvieran cerrados. Su elemento es el fuego, aunque a diferencia de Pyra, el que ella posee es de un color azulado.

- Vandam: un urayense jefe de una compañía de mercenarios que tras luchar contra Rex se une al equipo.

- Roc: Es el blade de Vandam, un hombre pájaro que utiliza el poder del aire.

- Zeke: Es el príncipe desterrado del reino de Tantal. Aparece originalmente como un enemigo, pero se une al equipo luego de aclarar sus razones para perseguirlos. Generalmente se comporta de manera despreocupada y con rasgos chuunibyou, tales como un parche en su llamado ojo de la justicia o su apodo, Heraldo del caos.

- Pandoria: Es la Blade de Zeke y fiel compañera, su característica distintiva son sus grandes anteojos. Ella siente una atracción hacia su Piloto y usa el elemento de la electricidad.

### Antagonistas
- Mahlos: Es la Égida contraria a Pyra/Mythra, teniendo como misión destruir el mundo. Además, es el segundo al mando de Torna.

- Jin: Es el líder de Torna y un Blade independiente después de perder a su piloto creyendo que algún día la logrará traer de vuelta, siendo esta su razón para ayudar a Mahlos.

## Sinopsis
El juego está ambientado en la tierra ficticia de Alrest, un mar coronado de nubes, llamado "Mar de las Nubes", habitado por enormes criaturas conocidas como Titanes en las que vive la humanidad. Las leyendas afirman que la humanidad vivió una vez en la cima del "Árbol del Mundo", un árbol enorme en el centro de Alrest en un paraíso llamado Elíseo con su creador, el Arquitecto, pero fueron exiliados por razones desconocidas y se les dio a los Titanes para que vivieran. Las espadas son seres poderosos convocados a partir de "Cristales Primordiales" que canalizan el poder hacia sus armas a través de una fuerza llamada éter. Sus maestros se llaman Pilotos; cuando un Piloto muere, su Blade regresa al Cristal Primordial y pierde su memoria. Después de un tiempo, otro Piloto puede despertarlo siempre que el cristal esté intacto. Dos naciones, Mor Ardain y Uraya, están al borde de la guerra a lo largo de la historia.
El personaje principal es Rex (voz en japonés por Hiro Shimono y en inglés por Al Weaver), quien es el Piloto de la Égida, una poderosa y legendaria Blade. La Égida tiene dos personalidades, Pyra y Mythra (en japonés: Shino Shimoji; en inglés: Skye Bennett), que comparten conciencia, pero habilidades diferentes. Como huérfano, Rex creció en la aldea de Fonsett en el archipiélago de Leftherian, un lugar en varios Titanes que están muy juntos, que están conectados por puentes y otras estructuras. Rex se acostumbró mucho al mar de nubes y salvaba las partes que se encontraban debajo. Es muy cercano a Azurda, un titán a quien Rex llama "abu", en el que Rex vive una parte de su vida. Un grupo de Pilotos llamado Torna se dispuso a destruir la Égida, lo que llevó a Rex y al grupo a huir y encontrar un camino hacia el Árbol del Mundo, un paraíso legendario. Otros personajes importantes incluyen: Mahlos, el otro Égida y antagonista principal; Nia, una rebelde de Torna; Tora, un Nopon especializado en blades artificiales; Mòrag, una temida Piloto de Mor Ardain; y Zeke, el príncipe de la tierra ermitaña de Tantal.
El contenido descargable Torna - The Golden Country agrega una nueva historia, ambientada 500 años antes. Esto se centra en Lora y su Blade Jin y sus aliados en sus batallas contra Mahlos en Torna, un titán al que no se puede acceder en el juego principal.

### Trama
Rex, un buceador huérfano que recolecta tesoros debajo del Mar de las Nubes por dinero, es contratado por el presidente del Gremio Mercantil de Argentum, Bana, para ayudar a los Pilotos Jin, Malos y Nia, parte de un grupo llamado Torna, en el rescate de un barco antiguo. En el barco, encuentran a Pyra, una Blade legendaria conocida como Égida. Cuando Rex extiende la mano para tocar la espada de Pyra, Jin lo apuñala fatalmente. Rex despierta en un campo con Pyra, quien revela que están en un recuerdo de su antiguo hogar, Elíseo. Ella le pide que la lleve al Elíseo y, a cambio, le da la mitad de su Cristal Primordial para revivirlo. Con la ayuda del Titán Azurda (a quien Rex llama "Abu") y Nia, quien ha desertado de Torna, Rex escapa al Titán Gormott, pero Azurda es herido y vuelve a su etapa larvaria. Poco después, llegan a la capital de Gormott, Torigoth, y se les unen el Nopon Driver Tora y su Blade Poppi artificial. El grupo intenta llegar a Elysium, pero Ophion lo detiene y el Titán Uraya se lo traga.
Después de que el grupo lucha contra el mercenario Driver Vandham mientras escapa del estómago de Uraya, se une al equipo y Rex comienza a mirarlo como un mentor. Más tarde, el grupo se entera de que Jin y Malos son los líderes de Torna, un grupo terrorista que lleva el nombre de un Titán destruido en la Guerra Aegis hace 494 años. Liderados por Jin, un amargado veterano Blade of the Aegis War, y Malos, más tarde revelado como el otro Aegis, buscan destruir a la humanidad desatando a Aion en Elysium. Durante una batalla con Malos y su compañero Akhos de Torna, Vandham muere y Pyra revela su verdadera forma, Mythra. Han compartido memoria y se consideran hermanas, cambiando de un lado a otro según sea necesario.
La búsqueda del grupo de una forma de dejar atrás a Ophion los lleva a unir fuerzas con Mòrag, inquisidor especial de Mor Ardain y hermana mayor del emperador Ardainiano, Niall; y Zeke, príncipe de Tantal. En Tantal, el grupo lucha contra Jin, quien obliga a Pyra a rendirse. Mientras Azurda lleva al grupo a la tercera espada Aegis para salvar a Pyra, Malos extrae el poder de Pyra para recuperar toda su fuerza. Después de que el grupo encuentra la tercera espada, los fantasmas del antiguo Conductor de Pyra casi matan a Rex, pero se lo considera digno de la tercera espada. El grupo se enfrenta a Jin y Malos en los Acantilados de Morytha, durante el cual Rex desbloquea la verdadera forma de Pyra y Mythra, Pneuma. Rex, ahora combinado con el poder de Jin, obliga a Malos a convocar a Ophion, quien lanza al grupo a Morytha, la tierra devastada debajo del Mar de las Nubes.
En Morytha, el grupo se ve obligado a trabajar con un Jin debilitado. El conductor de Malos, Amalthus ataca controlando a varios Titanes. El grupo corta su conexión con los Titanes, solo para que él mate a todos los miembros de Torna excepto Malos y Jin, con Jin derrotando a Amalthus mientras muere. El grupo llega a Elysium y conoce al Arquitecto, un científico llamado Klaus que explica que había descubierto un dispositivo que envía objetos a diferentes dimensiones, cuyo uso dividió su cuerpo en dos y destruyó el viejo mundo.
Sintiendo que su otra mitad está a punto de morir, lo que resultará en su propia muerte, Klaus envía al grupo para detener a Malos, quien fue corrompido por la malicia de Amalthus y ha obtenido a Aion. Después de la derrota y muerte de Malos, Klaus muere, pero no antes de otorgarle a Rex y al grupo un "regalo final". La muerte de Klaus hace que Elysium comience a desmoronarse. Pneuma ayuda al grupo a escapar, pero se sacrifica para detonar el Árbol del Mundo, evitando que sus escombros destruyan a Alrest. El grupo apenas sobrevive cuando Azurda, gracias a Pneuma, vuelve a su forma adulta y lleva a todos a Alrest. Al regresar a Alrest, el Mar de las Nubes se desvanece para revelar un mundo rejuvenecido, los Titanes se fusionan para formar una nueva masa de tierra. Posteriormente, Pyra y Mythra reviven en cuerpos separados y se reúnen con Rex.

### Escenario
El juego está ambientado en la tierra ficticia de Alrest, un mar coronado de nubes, llamado "Mar de las Nubes", habitado por enormes criaturas conocidas como Titanes en las que vive la humanidad. Las leyendas afirman que la humanidad vivió una vez en la cima del "Árbol del Mundo", un árbol enorme en el centro de Alrest en un paraíso llamado Elysium con su creador, el Arquitecto, pero fueron exiliados por razones desconocidas y se les dio a los Titanes para que vivieran. Las espadas son seres poderosos convocados por "Cristales del Núcleo" que canalizan el poder hacia sus armas a través de una fuerza llamada éter. Sus maestros se llaman Conductores; cuando un Driver muere, su Blade se convierte en un Core Crystal y pierde su memoria. Después de un tiempo, otro Conductor puede despertarlos siempre que el cristal esté intacto. Dos naciones, Mor Ardain y Uraya, están al borde de la guerra a lo largo de la historia.
El personaje principal es Rex (voz en japonés por Hiro Shimono y en inglés por Al Weaver), quien es el conductor del Aegis, un poderoso y legendario Blade. El Aegis tiene dos personalidades, Pyra y Mythra (en japonés: Shino Shimoji; en inglés: Skye Bennett), que comparten conciencia, pero habilidades diferentes. Como huérfano, Rex creció en la aldea de Fonsett en el archipiélago de Leftherian, un lugar en varios Titanes que están muy juntos, que están conectados por puentes y otras estructuras. Rex se acostumbró mucho al mar de nubes y salvaba las partes que se encontraban debajo. Es muy cercano a Azurda, un titán a quien Rex llama "abuelo", en el que Rex vive una parte de su vida. Un grupo de conductores llamado Torna se dispuso a destruir la Aegis, lo que llevó a Rex y al grupo a huir y encontrar un camino hacia el Árbol del Mundo, un paraíso legendario. Otros personajes importantes incluyen: Malos, otro Aegis y antagonista principal; Nia, una rebelde de Torna; Tora, una Nopon especializada en espadas artificiales; Mòrag, un temido Conductor de Mor Ardain; y Zeke, el príncipe de la tierra ermitaña de Tantal.
El contenido descargable Torna - The Golden Country agrega una nueva historia, ambientada 500 años antes. Esto se centra en Lora y su Blade Jin y sus aliados en sus batallas contra Malos en Torna, un país al que no se puede acceder en el juego principal.

## Reparto
| Personaje                  | Seiyū Original (Japón) | Actor de voz (EE. UU.) |
| -------------------------- | ---------------------- | ---------------------- |
| Rex                        | Hiro Shimono           | Al Weaver              |
| Homura/Pyra Hikari/Mythra  | Shino Shimoji          | Skye Bennett           |
| Niyah/Nia                  | Hitomi Ōwada           | Catrin-Mai Huw         |
| Byakko/Dromarch            | Tōru Inada             | William Roberts        |
| Tora                       | Ai Nonaka              | Rasmus Hardiker        |
| Hana/Poppi α               | Misaki Kuno            | Arina Ii               |
| Seiryū/Azurda              | Shigeru Chiba          | Sean Barrett           |
| Chairman Bana              | Akio Ōtsuka            | Stephen Critchow       |
| Neferu/Niall               | Akira Ishida           | Daniel Buckley         |
| Tokiha/Perun               | Ami Koshimizu          | Ria Lina               |
| Ibuki/Finch                | Aoi Yūki               | Jules de Jongh         |
| Rinne/Sheba                | Ari Ozawa              | Naomi McDonald         |
| Menō/Agate                 | Atsumi Tanezaki        | Laila Pyne             |
| Teni/Herald                | Aya Endō               | Laila Pyne             |
| Idaten/Boreas              | Aya Hirano             | Jules de Jongh         |
| Seori/Theory               | Ayako Kawasumi         | Sarah Borges           |
| Yaegiri/Zenobia            | Ayana Taketatsu        | Jessica Preddy         |
| Mikumari/Praxis            | Ayane Sakura           | Rebecca Kiser          |
| Zakuro/Kora                | Chinatsu Akasaki       | Nikki Hartung          |
| Azami                      | Chiwa Saitō            | Teresa Gallagher       |
| Satahiko/Mijaíl            | Daisuke Namikawa       | Todd Kramer            |
| Raiko/Electra              | Himika Akaneya         | Clare Corbett          |
| Kasane/Kasandra            | Inori Minase           | Kosha Engler           |
| Marubēni/Amalthus          | Junichi Suwabe         | Corey Johnson          |
| Hotaru/Floren              | Kaori Ishihara         | Clare Corbett          |
| Zeke                       | Kenjirō Tsuda          | Daniel Barker          |
| Vasara/Perceval            | Kenichirō Ōhashi       | Kerry Shale            |
| Raqura                     | Mami Koyama            | Teresa Gallagher       |
| Shiki/Adenine              | Mamiko Noto            | Laurel Lefkow          |
| Kubira/Dagas               | Mamoru Miyano          | Dar Dash               |
| Uka/Nim                    | M·A·O                  | Caitlin Thorburn       |
| KOS-MOS                    | Mariko Suzuki          | Caitlin Thorburn       |
| Musubi/Vess                | Miki Takahashi         | Lucy Newman-Williams   |
| Meleph/Mòrag               | Mitsuki Saiga          | Kirsty Mitchell        |
| Tsuki/Dahlia               | Naomi Shindō           | Kelly Burke            |
| Yoshitsune/Akhos           | Nobunaga Shimazaki     | Hugo Harold-Harrison   |
| Nanakoori/Ursula           | Rina Hidaka            | Phillipa Alexander     |
| Saika/Pandoria             | Ryō Hirohashi          | Becca Stewart          |
| Mei/Vale                   | Sayaka Senbongi        | Jessica Preddy         |
| Zērihhi/Eulogimenos Tantal | Shigeru Ushiyama       | Keith Bartlett         |
| Architect                  | Shintarō Asanuma       | Adam Howden            |
| Kagutsuchi/Brighid         | Shizuka Itō            | Jules de Jongh         |
| Wadatsumi/Aegaeon          | Shūichi Ikeda          | Chris Ragland          |
| Djikarao/Wulfric           | Shunsuke Takeuchi      | Ronan Summers          |
| Suzaku/Roc                 | Takahiro Fujimoto      | Todd Kramer            |
| Shin/Jin                   | Takahiro Sakurai       | John Schwab            |
| Vandham                    | Tesshō Genda           | Simon Thorp            |
| Glen/Godfrey               | Tōru Furuya            | Julian Kostov          |
| Nyūtsu/Newt                | Yōko Hikasa            | Janine Harouni         |
| Metsu/Malos                | Yūichi Nakamura        | David Menkin           |
| Benkei/Patroka             | Yuri Noguchi           | Laila Pyne             |
| Kamui/Obrona               | Yuri Yamaoka           | Naomi McDonald         |

### Xenoblade Chronicles 2: Torna ~ The Golden Country
| Personaje          | Seiyū Original (Japón) | Actor de voz (EE. UU.) |
| ------------------ | ---------------------- | ---------------------- |
| Raura/Lora         | Saori Hayami           | Anna Koval             |
| Shin/Jin           | Takahiro Sakurai       | John Schwab            |
| Kasumi/Haze        | Saori Hayami           | Samantha Dakin         |
| Aderu/Addam        | Yūsuke Handa           | Paul Thornley          |
| Hikari/Mythra      | Shino Shimoji          | Skye Bennett           |
| Minochi/Minoth     | Shinichiro Miki        | Trevor Dion Nicholas   |
| Neferu/Niall       | Akira Ishida           | Daniel Buckley         |
| Kagutsuchi/Brighid | Shizuka Itō            | Jules de Jongh         |
| Wadatsumi/Aegaeon  | Shūichi Ikeda          | Chris Ragland          |
| Miruto/Milton      | Yukiko Morishita       | Gerran Howell          |
| Satahiko/Mijaíl    | Yuki Nagaku            | Anjella Mackintosh     |
| Seiryū/Azurda      | Shigeru Chiba          | Sean Barrett           |
| Gort               | Syunsuke Sakuya        | John Eastman           |
| Marubēni/Amalthus  | Junichi Suwabe         | Corey Johnson          |
| Tornan King        | Shigeru Ushiyama       | Ramon Tikaram          |
| Zettar             | Yasuyuki Kase          | Alexander Cobb         |
| Rhadallis          | Yasunori Masutani      | Peter Marinker         |
| Stannif            | Hirohiko Kakegawa      | Nicholas Colicos       |
| Metsu/Malos        | Yūichi Nakamura        | David Menkin           |

## Desarrollo
El juego fue desarrollado para Nintendo Switch por Monolith Soft y es la tercera entrada en su serie Xenoblade Chronicles, después del original Xenoblade Chronicles y Xenoblade Chronicles X. [9] Los planes para el juego comenzaron en julio de 2014, durante la segunda mitad del desarrollo de Xenoblade Chronicles X. [10] Mientras que el Xenoblade Chronicles original siguió la estructura típica de un JRPG general basado en la historia, Xenoblade Chronicles X recibió mucho menos énfasis en la historia y se organizó en una estructura más basada en misiones, centrada principalmente en explorar el enorme mundo abierto del juego. 9] El equipo de desarrollo no estaba contento al escuchar a la base de fanes quejarse de los cambios y comenzó a trabajar en otro título basado en la historia. [10] Debido a que la jugabilidad era más una continuación del primer juego, decidieron titularlo Xenoblade Chronicles 2. [10] Xenoblade Chronicles 2 tardó menos en desarrollarse que los juegos anteriores, aunque el desarrollo fue difícil al principio debido a la falta de finalización de las especificaciones técnicas de Switch. [10] La arquitectura de Xenoblade Chronicles X se utilizó para Xenoblade Chronicles 2 para acelerar el desarrollo. [11] [12] Otro factor motivador fue el acuerdo hecho por el equipo con Nintendo específicamente para entregar el juego al principio del ciclo de vida de Nintendo Switch. [11]
Uno de los objetivos de Monolith Soft para el juego era dar a los personajes una gama más amplia de expresiones faciales en comparación con los títulos anteriores de Xenoblade. El diseñador de personajes principal fue Masatsugu Saito, quien estaba diseñando personajes para un videojuego por primera vez. [12] Los desarrolladores lo eligieron para dar a los protagonistas un estilo de arte similar al anime más expresivo que las entradas anteriores de Xenoblade, que presentaban un tipo de modelado más realista que les parecía un poco rígido. [9] [13] El artista de Square Enix, Tetsuya Nomura, fue responsable de los personajes dentro de la organización Torna. [11] [14] Takahashi había querido trabajar con Nomura, pero como estaba ocupado con otros juegos en Square Enix, se acercó vacilante a la compañía con la esperanza de dejarlo trabajar como artista invitado. Para sorpresa de Takahashi, aceptaron la negociación. Otros artistas invitados también contribuyeron, como los veteranos de la serie Xeno Kunihiko Tanaka y Soraya Saga, quienes diseñaron algunas de las Blades del juego, formas de vida similares a armas. [15] [16] [17] Tanaka diseñó una hoja de KOS-MOS, uno de los protagonistas de la trilogía Xenosaga. [18] La historia del juego fue concebida por Takahashi, con la ayuda de los guionistas Yuichiro Takeda y Kazuho Hyodo. [19] Takeda, quien también trabajó como escritor en los dos últimos juegos de Xenoblade, declaró que las técnicas de escritura y el flujo de trabajo de Xenoblade Chronicles 2 eran similares a los de una película. [19] Si bien es una secuela de Xenoblade Chronicles, presenta un nuevo mundo y un elenco de personajes.

### Música
La partitura original del juego fue escrita por Yasunori Mitsuda, Kenji Hiramatsu y Manami Kiyota y el dúo de ACE (Tomori Kudo y Hiroyo Yamanaka). Mitsuda, que también estaba a cargo del presupuesto de audio, la reserva de músicos, la gestión de horarios y la corrección de pruebas de partituras, fue invitado por primera vez al proyecto por Takahashi en diciembre de 2014. A lo largo del año siguiente, Mitsuda y Takahashi mantuvieron numerosas reuniones discutiendo la dirección general de la música, finalmente invitando al grupo musical ACE y Kenji Hiramatsu, quienes también habían trabajado en las primeras Crónicas de Xenoblade. En las reuniones, se decidió la contribución de cada compositor a la banda sonora, con ACE principalmente a cargo de la música de campo e Hiramatsu a cargo de la música de batalla. Según Mitsuda, se hizo de una manera que satisfaría a los fanáticos, ya que no querían "arruinar la imagen" que fue establecida por el primer Xenoblade Chronicles. Con contribuciones de más de 300 músicos en total y 20.000 hojas de música, Mitsuda lo consideró el proyecto más grande en el que había trabajado, con archivos y datos de Pro Tools, su software de producción musical, superando el tamaño de un terabyte. En total, hubo aproximadamente 120 pistas grabadas para el juego, de las cuales alrededor de 25 fueron de Mitsuda. 
La banda sonora presenta actuaciones del Coro Sinfónico de Bratislava eslovaco, así como del coro de cámara irlandés Anúna. Mitsuda, que siempre había querido trabajar con Anúna después de convertirse en fanático en la década de 1990, afirmó que sus actuaciones para el juego lo hicieron llorar. Dos pistas, incluido el tema final escrito por Mitsuda, fueron cantadas por Jennifer Bird del dúo acústico inglés Tomorrow Bird. Antes de grabar, Mitsuda y Bird mantuvieron correspondencia para que ella pudiera transmitir adecuadamente las emociones de los personajes a través de su canto. Mientras grababa, Bird fue capaz de improvisar elementos melódicos de su canto, algo que no solía ocurrir con los arreglos de Mitsuda.

## Lanzamiento
El juego se anunció en enero de 2017 como parte de la revelación detallada de Nintendo Switch, con un avance del juego que se lanzó el mismo día. Similar al Xenoblade original, el título se anunció como Xenoblade 2 en Japón, pero se le agregó Chronicles en las regiones de habla inglesa. El juego también fue parte de la presentación de Nintendo en el E3 2017, donde se volvió a confirmar para su lanzamiento a finales de 2017. 
Al igual que el Xenoblade Chronicles original, la división europea de Nintendo tomó las riendas de la localización en inglés, que se comunicaba regularmente con las divisiones japonesa y estadounidense de Nintendo sobre decisiones que podían resultar controvertidas, algo que anteriormente era un problema con Xenoblade Chronicles X. A diferencia de los dos primeros juegos, el proceso de localización tuvo lugar durante el desarrollo en lugar de después y estuvo listo a tiempo para un lanzamiento mundial simultáneo el 1 de diciembre de 2017. Días antes del lanzamiento del juego, se subió a las cuentas oficiales de YouTube de Nintendo un video musical promocional con una pista vocal del juego de Mitsuda, "Shadow of the Lowlands". El video presenta una actuación de Anúna y fue filmado y dirigido por Michael McGlynn, líder del grupo [34]. Una banda sonora oficial, que consta de más de cien pistas, fue lanzada en formato físico y digital el 23 de mayo de 2018. Se agregó contenido adicional a través de un pase de expansión que se lanzó hasta 2018. El contenido agregado incluye nuevos elementos, misiones, Blades reclutables y un modo de batalla de desafío. [37] [38] El nuevo contenido basado en historias, Xenoblade Chronicles 2: Torna - The Golden Country, se lanzó digitalmente como parte del pase de expansión el 14 de septiembre de 2018 y como lanzamiento minorista independiente una semana después. 
Un disfraz basado en Rex fue agregado a The Legend of Zelda: Breath of the Wild unas semanas antes del lanzamiento del juego. Los personajes de Xenoblade Chronicles 2 fueron considerados para un puesto como luchador jugable en la lista inicial de Super Smash Bros.Ultimate, pero finalmente se pasaron por alto debido a una mala sincronización, ya que según el director Masahiro Sakurai, el juego se anunció al público demasiado tarde. Pyra y Mythra finalmente se agregaron a la lista como contenido descargable en marzo de 2021, junto con una nueva etapa y varias pistas de música. Si bien se consideró a Rex, Sakurai consideró inviable controlarlo a él y a Pyra al mismo tiempo, comparando la situación con la de los escaladores de hielo, por lo que se vio reducido a roles de apoyo en el conjunto de movimientos de Pyra y Mythra.

## Recepción
Xenoblade Chronicles 2 fue positivamente recibido al revelar, con algunos críticos llamando a su revelación "inesperado" . Jeremy Parish de USgamer comparó favorablemente a Chrono Cross.

### Prelanzamiento
Algunos críticos llamaron "inesperada" la revelación inicial del juego, y Jeremy Parish de USGamer lo comparó favorablemente con Chrono Cross. En el evento de Gamescom en agosto de 2017, el juego recibió impresiones prácticas tempranas positivas de los sitios de juegos, siendo elogiado por su sistema y entornos de combate optimizados.

### Post-lanzamiento
Tras su lanzamiento, Xenoblade Chronicles 2 recibió "críticas generalmente favorables" según el sitio web del agregador de reseñas Metacritic, que le otorgó una puntuación general del 83% en 93 reseñas. [46] Se elogió en gran medida la historia del juego, los personajes, el complejo sistema de combate, la banda sonora, la cantidad de contenido y la belleza y el tamaño de los entornos. John Rairdin de Nintendo World Report consideró el juego como "uno de los mejores JRPG de la generación y quizás de todos los tiempos" y elogió mucho la música, el "mundo diverso", el "combate fresco y atractivo" y la "historia emocionante". [ 60] También expresó sus dudas de que hubiera un mejor JRPG para Switch. [61] Jason Faulkner de Game Revolution calificó el juego como "un placer para la revisión", afirmando que estaba "lleno de maravillas, exploración y carácter". [54] Hiroshi Noguchi, que escribe para IGN Japan, dio una crítica muy positiva, afirmando que "ofrece una historia de aventuras atemporal y un sistema de batalla increíblemente profundo". [62] Alex Fuller de RPGamer apoyó con entusiasmo el juego y dijo que "2017 ha sido uno de los mejores años en la historia de los juegos de rol; Xenoblade Chronicles 2 remata eso de manera fascinante al ser uno de los mejores títulos del año ".
Nadia Oxford de USgamer declaró que Xenoblade Chronicles 2 "captura casi todo lo que hizo que el primer juego fuera genial, toma prestados los mejores elementos de Chronicles X y luego mejora gran parte de él. Aunque Blades cambia la forma en que luchas en Chronicles 2, el juego se derrama Terminado con los rasgos que hacen que el primer juego de Chronicles sea una experiencia destacada. Más historia, más enemigos con los que deshacerse, más paisajes que atravesar. Chronicles 2 es un juego con muchos diálogos, pero hay muchos puntos en los que Monolith Soft deja que su entornos narran la gravedad de la difícil situación de Alrest ". [57] Ella elogió mucho la historia del juego, afirmando" La narrativa explora el patriotismo, la guerra, el deterioro ambiental, los refugiados, y examina a las personas pequeñas que quedan atrapadas en el enamoramiento cuando las grandes potencias se pelean con uno Otro. También hay una serie de cuestiones morales y filosóficas planteadas sobre Blades [...] ¿Son Blades socios de la humanidad o sus esclavos? "[57] GamesTM llamó al juego el" ápice del diseño de mundo abierto ", y th La exploración compensó cualquier problema menor.
Leif Johnson de IGN elogió el juego y lo calificó como un "RPG sobresaliente que logra mantener su historia, combate y exploración interesantes en el transcurso de al menos 70 horas de aventura a través de un mundo impresionantemente variado y rico", aunque admitió algunas frustraciones. con el juego, incluido un minimapa confuso que a veces hacía que el revisor se perdiera. [58] Shubhankar Parijat de GamingBolt lo llamó "" Un juego imprescindible para todos los propietarios de Nintendo Switch "y" uno de los mejores JRPG de esta generación "y calificó su mundo de" vasto y hermoso ", su historia" compleja y en capas ", y su combate "intrincado y adictivo", al tiempo que señala que el juego se ve frenado ocasionalmente por "elecciones de diseño obtusas" y "una simple falta de pulido". [64]
Sin embargo, el juego tuvo sus críticos. Jason Schreier de Kotaku, a quien también le disgustaba el Xenoblade Chronicles original, dio una crítica en gran parte negativa, calificando el juego como "aburrido, aburrido, demasiado complicado y despreocupado de perder el tiempo del jugador". [65] Criticó duramente la escritura, los problemas técnicos, el ritmo, así como la jugabilidad, que consideraba demasiado extensa y complicada, así como los menús "torpes". [65] También fue crítico con la historia, calificándola de "un guión poco sutil que pisotea incluso las escenas más interesantes de la historia". Sin embargo, elogió la música "espectacular" y los entornos "bellamente realizados". [65] Noguchi de IGN Japan criticó que algunas de las mecánicas del juego no se explican bien y la cantidad de errores encontrados en el juego en el lanzamiento, pero estaba esperando el parche inicial del juego para solucionar muchos de estos problemas. [62] Jed Pressgrove, sin embargo, al escribir para Slant Magazine fue muy crítico con la gran cantidad de tutoriales que se encuentran en el juego, afirmando "Es muy difícil, si no imposible, sentir que estás en un mundo diferente, y mucho menos experimentando una historia, cuando tales elementos llaman la atención sobre la naturaleza artificial de todo el asunto ". [66] Sin embargo, Pressgrove aprobó la" banda sonora entusiasta "del juego. [66] Harold Goldberg, del Washington Post, encontró inaccesible el "juego intrincado y hostil", diciendo "Un juego maravilloso se encuentra allí en alguna parte ... es demasiado a menudo demasiado difícil de atravesar", y que no volvería a jugar el juego después de completarlo. [ 67]
Xenoblade Chronicles 2 ganó premios a la excelencia tanto en los Japan Game Awards 2019 como en los Famitsu Awards 2018. [68] [69] El juego también fue nominado a "Mejor RPG" en los premios IGN's Best of 2017 Awards, [70] y una nominación a la ingeniería de juegos en los premios National Academy of Video Game Trade Reviewer Awards en 2018.

### Ventas
El juego vendió casi 98.000 copias en su primera semana en Japón y 168.000 después de un mes. En el Reino Unido, el juego se ubicó en el número 19 en general en su primera semana, lo que lo hizo debutar 9 lugares más alto que Xenoblade Chronicles X. En los Estados Unidos, se ubicó en el número 16 para el mes de diciembre. En un mes, el juego había vendido más de un millón de copias en todo el mundo.
En abril de 2018, Xenoblade Chronicles 2 se había convertido en el juego más vendido de la franquicia Xeno y, en conjunto, el juego más vendido de Monolith Soft. En septiembre de 2018, Takahashi declaró: "Xenoblade Chronicles 2 superó mis expectativas. Realmente vimos a más personas elegir el juego y experimentarlo en los territorios de América del Norte y Europa de lo que pensamos... las ventas del DLC de Torna son superando nuestras expectativas también ". En una entrevista con 4Gamer, Takahashi reveló que Xenoblade Chronicles 2 había vendido 1,73 millones de unidades en todo el mundo en marzo de 2019. Los libros blancos de CESA Games 2020 revelaron que Xenoblade Chronicles 2 ha vendido 1,92 millones de unidades en todo el mundo, al 31 de diciembre de 2019.